# Движение «Коммунисты Казахстана»
Движение «Коммунисты Казахстана» (ДКК) — оппозиционное, незарегистрированное коммунистическое движение Казахстана. Движение создано в 2009 году путем объединения казахстанского отделения Авангарда красной молодёжи, с активистами, вышедшими из Коммунистического союза молодежи (КСМ). До апреля 2011 года движение носило название «Коммунисты Казахстана». Количество региональных отделений — 14, количество членов — более 1500 (на 2012 г.).
Главной целью ДКК декларирует построение социалистического общества в Казахстане. Высший орган ДКК это совет, состоящий из семи человек. Совет координирует всю работу ДКК, принимает решения голосованием и информирует активистов.

## Цели и задачи
Движение «Коммунисты Казахстана» — общественно-политическая организация Казахстана, основанная на добровольном объединении граждан Республики Казахстан, приверженцев леворадикальных и левых идей, в особенности коммунистических и социалистических. В своей деятельности движение исходит из коммунистических идеалов Маркса, Энгельса, Ленина, Сталина. ДКК считает, что будущее может состояться только в рамках становления и развития левых и ультралевых идеологий, в частности социализма и коммунизма.

## Печать
Крупнейшая дружественная газета — «Флеш, молодёжная газета», а также интернет-газета «Астана Трибуна».

## Акции протеста
В разных регионах ДКК регулярно участвует в протестных акциях, против повышения цен, реформы ЖКХ и др. При этом используются различные методы, от сбора подписей, до проведения пикетов, митингов. Самые запоминающие и крупные акции проводятся в Астане, Караганде, Усть-Каменогорске и Алматы. Зачастую акции ДКК разгоняют, а активистов штрафуют или сажают на 15 суток.

## Отмена Единого национального тестирования
В 2011 году ДКК инициировало отмену Единого национального тестирования в Казахстане, акция имела большой резонанс в обществе. Движение «Коммунисты Казахстана» провели акции протеста, собирали подписи. Инициативу коммунистов даже внесли в парламент для обсуждения. Власть была вынуждена пойти на уступки и частично отменить Единое национальное тестирование[прояснить]. Так ученикам четвёртых классов отменили промежуточный контроль. А также студенты второго курса больше не сдают Промежуточный государственный контроль. Уже в 2014 году наряду с Единым национальным тестированием можно будет сдавать экзамены, сообщил министр образования и науки Казахстана.

## Забастовка нефтяников
Активисты движения «Коммунисты Казахстана» активно поддерживали бастующих нефтяников на западе Казахстана. Представители ДКК ездили в Мангистау до декабрьских событий и после них. ТВ-портал «ДКК ТВ» освещал в полном объёме забастовку, были выпущены ряд передач на эту тему. В каждом новостном выпуске был репортаж о нефтяниках. По этой причине портал «ДКК ТВ» был заблокирован властями Казахстана.

## Съезды
- I съезд. 1 мая 2009 года, Принято решение о создании организации Коммунисты Казахстана принята программа минимум.
- II съезд. 1 мая 2011 года. Принято решение о переименование Коммунисты Казахстана в Движение Коммунисты Казахстана Принят устав и программа движения.